# Riventosa
 Riventosa  là một xã ở tỉnh Haute-Corse trên đảo Corse, Pháp. Xã này có diện tích 6,03 kilômét vuông, dân số năm 1999 là 188 người. Khu vực này có độ cao trung bình 710 mét trên mực nước biển.